# セレブニート
『セレブニート』は、松澤由美の14作目のシングル。2012年11月7日にETB RIGHTSから発売された。

## 概要
シングル作品としては前作『NEVERLAND』以来約5年11か月ぶり（再発を除く）の発表である。表題曲は映画『武蔵野線の姉妹』主題歌で、自身初の実写映画主題歌となる。

## 収録曲
全曲 作詞：松澤由美、作曲：松澤由美・djpd、編曲：益田トッシュ
1. セレブニート
映画『武蔵野線の姉妹』主題歌
2. The wake up song for you
3. セレブニート（Karaoke）